# Loula Burnus
Loula Burnus (Brussel, 28 maart 1998) is een Belgisch filmmaakster, filmregisseur, scenarioschrijfster en editor. Loula staat bekend om haar geëngageerde films waarin sociale thema’s en ecologische kwesties centraal staan. Haar werk is vaak gesitueerd in West-Europa, het Midden-Oosten en Afrika, regio’s waarvoor ze een grote interesse heeft.

## Biografie
Loula Burnus studeerde aan het RITCS (Royal Institute for Theatre, Cinema and Sound), waar ze later afstudeerde met een bachelor in de Audiovisuele Kunsten. Ze vervolgde haar opleiding aan de LUCA School of Arts, waar ze afstudeerde met een masterdiploma. Tijdens haar master maakte ze de kortfilm Our Land, een productie die kunst en natuur op een artistieke manier verbindt.  

## Carrière
Loula Burnus heeft verschillende filmprojecten op haar naam staan. Een van haar meest opmerkelijke werken is een hybride fictie-documentaire over protesten in Libanon, die geselecteerd werd voor het Beirut International Women Film Festival. Haar fictie-documentaire behandelt thema’s als sociale rechtvaardigheid, milieu en identiteit, met verhalen die zich afspelen in verschillende geografische en culturele contexten. In 2021 werd haar kortfilm Onze Grond geselecteerd voor het Internationaal Kortfilmfestival Leuven. Burnus behaalde hiermee een plaats in de officiële selectie van de 27ste editie. De film belicht de gevolgen van ecologische ontwrichting. 

### De Nomaden
Burnus werkte mee aan het VRT-reportageprogramma De Nomaden, waarin jonge filmmakers reportages maken over onderwerpen die hun nauw aan het hart liggen. In 2024 bracht ze haar eerste documentaire voor het programma uit, Verloren Zeezicht. Op 3 maart 2025 volgende haar tweede reportage, getiteld Cairo Encounters, waarin ze opnieuw haar persoonlijke en geëngageerde vertelstijl tentoonstelt.

### Activisme
Naast haar werk in film en onderwijs is Burnus ook maatschappelijk actief. In 2021 nam ze deel aan een solidariteitsactie in Brussel, waarbij ze samen met andere activisten een nacht doorbracht aan het Centraal Station. Met deze actie wilden ze aandacht vragen voor de groeiende daklozenproblematiek in de hoofdstad.